# Nemti
Nemti, Nemty o Anty, ‘el Caminant’ o ‘l'Errant’, fou un deu de l'antic Egipte, adorat als nomós XII i XVIII de l'Alt Egipte, especialment a Antaeòpolis i Deir al-Gabrawi. El nomós XVIII va portar el seu nom; vegeu Nemti.

## Iconografia
Va ser representat en el nomós XII com una au blanca, encara que també apareix com una pell de toro negre o vaca, en un suport sobre una espècie de morter. Aquesta pell serà de lleopard en l'època ramèsida. En el nomos XVIII el trobem com un déu amb cap de falcó i ales desplegades, que es transformarà en dos falcons denominats Dunanuy.

## Mitologia
Se'l cita en els Textos de les Piràmides com a encarregat de vigilar la navegació de la barca solar en companyia de Sokar; també era el barquer que conduïa la deessa Isis cap a l'anomenada «Illa d'enmig». Habita en un estrany atuell replet de fletxes.
Una antiga llegenda, similar a la d'Isis, narra un crim comès per Nemti, fent-lo responsable de la decapitació de la seva mare Hathor-Hesat, per la que fou condemnat per Ra a ser escorxat viu i embenat. Hathor va haver de substituir el seu cap pel d'una vaca, però Anubis va sentir pietat i va lliurar la pell de Nemti a la seva mare que, mitjançant màgia, regant-la amb llet va reviure el seu cos (papir ramèsida Chester Beatty I).
En una altra llegenda, semblant a la d'Isis, Nemti intenta robar el nom sagrat i «ocult» de Ra. Horus vol obtenir el nom secret de Nemti i li envia un animal verinós perquè el fereixi.

## Epítets
A més del seu nom, «el Caminant» o «l'Errant», va rebre l'epítet d'«el curt de cames» en la llegenda d'Horus i Seth.

## Sincretisme
Se l'equipara i fusiona amb Dunanuy i més tard apareix al costat de la figura del faraó i a la d'Osiris, a manera de protecció; posteriorment és substituït per Horus i per Seth en diversos aspectes. En el nomos XII de l'Alt Egipte va ser assimilat a Seth, on l'acompanyava la deessa lleona Matyt. Estava també relacionat amb Anubis.

## Culte
El seu culte es remunta a la dinastia I. Va ser adorat en els nomós XII i XVIII de l'Alt Egipte, i venerat a Antaeòpolis, Qau el-Kebir, al costat de la deessa Matit, Per Nemty i a Deir el-Gebrawi.

## Noms teòfors
El seu nom el van portar els faraons de la dinastia VI d'Egipte Merenre I i Merenre II, com Merenra Nemtyemsaf.
| G7A | \| \| | G7AA |
|     |       |      |

|  |

| G7A | \| \| | G7AA |
|     |       |      |

|  |